# Radkovy
Radkovy jsou obec ležící v okrese Přerov v Olomouckém kraji. Žije zde 148 obyvatel.

## Historie
První písemná zmínka o obci pochází z roku 1358 (in Radkow).

## Obyvatelstvo
| Rok            | 1869 | 1880 | 1890 | 1900 | 1910 | 1921 | 1930 | 1950 | 1961 | 1970 | 1980 | 1991 | 2001 | 2011 | 2021 |
| -------------- | ---- | ---- | ---- | ---- | ---- | ---- | ---- | ---- | ---- | ---- | ---- | ---- | ---- | ---- | ---- |
| Počet obyvatel | 214  | 223  | 213  | 239  | 245  | 242  | 272  | 203  | 193  | 185  | 187  | 178  | 177  | 165  | 141  |
| Počet domů     | 36   | 37   | 37   | 40   | 40   | 41   | 44   | 46   | 44   | 43   | 42   | 47   | 49   | 50   | 49   |

## Obecní správa
Mezi lety 1869–1983 Radkovy byly obcí v okrese Holešov (1869–1950) a později v okrese Přerov. Od 1. července 1983 do 23. listopadu 1990 patřily jako část městyse k Dřevohosticím a od 24. listopadu 1990 jsou opět samostatnou obcí.

### Obecní symboly
Znak a vlajka byly obci uděleny rozhodnutím předsedy Poslanecké sněmovny Parlamentu České republiky dne 9. října 2007.

## Galerie

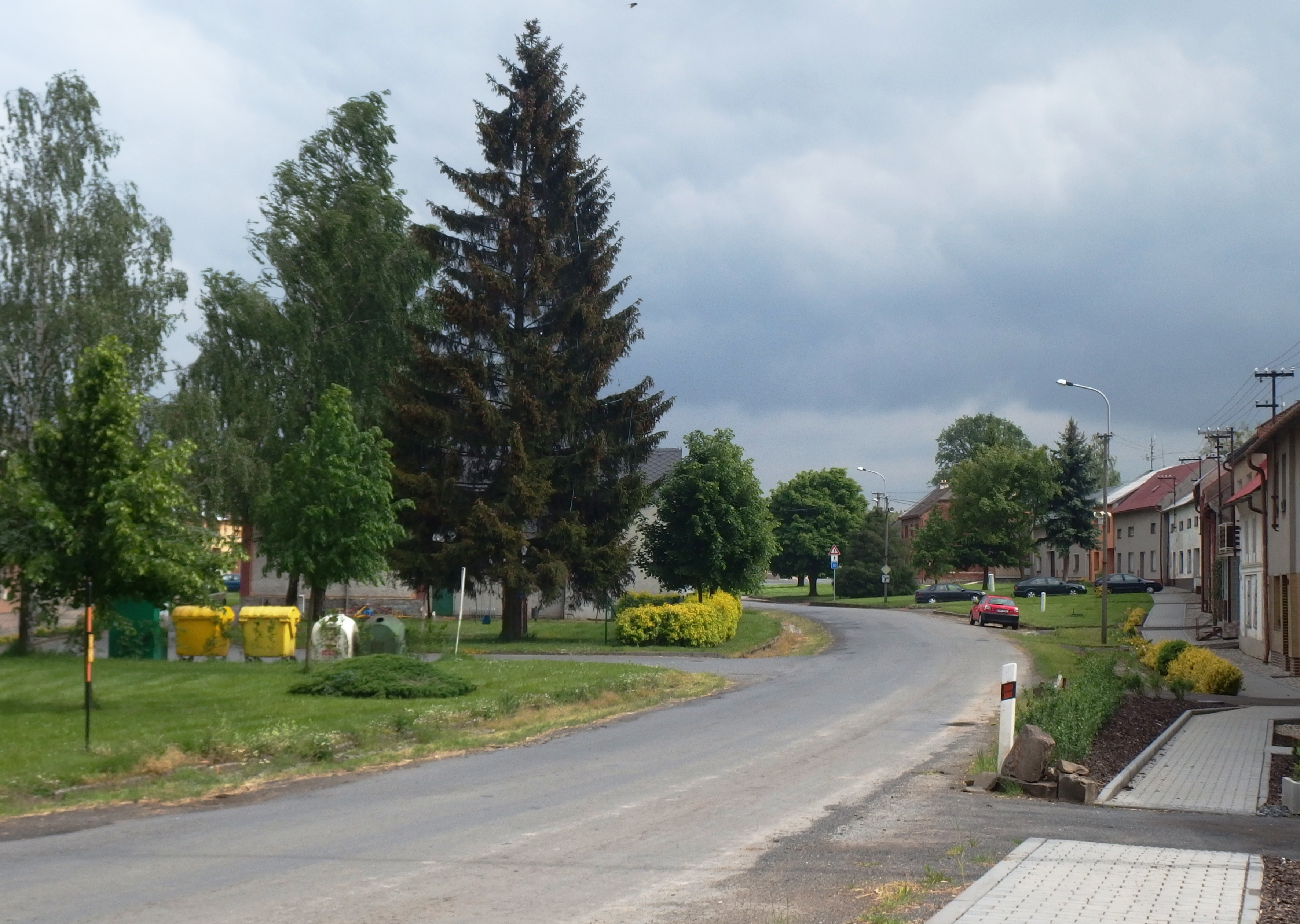
Náves
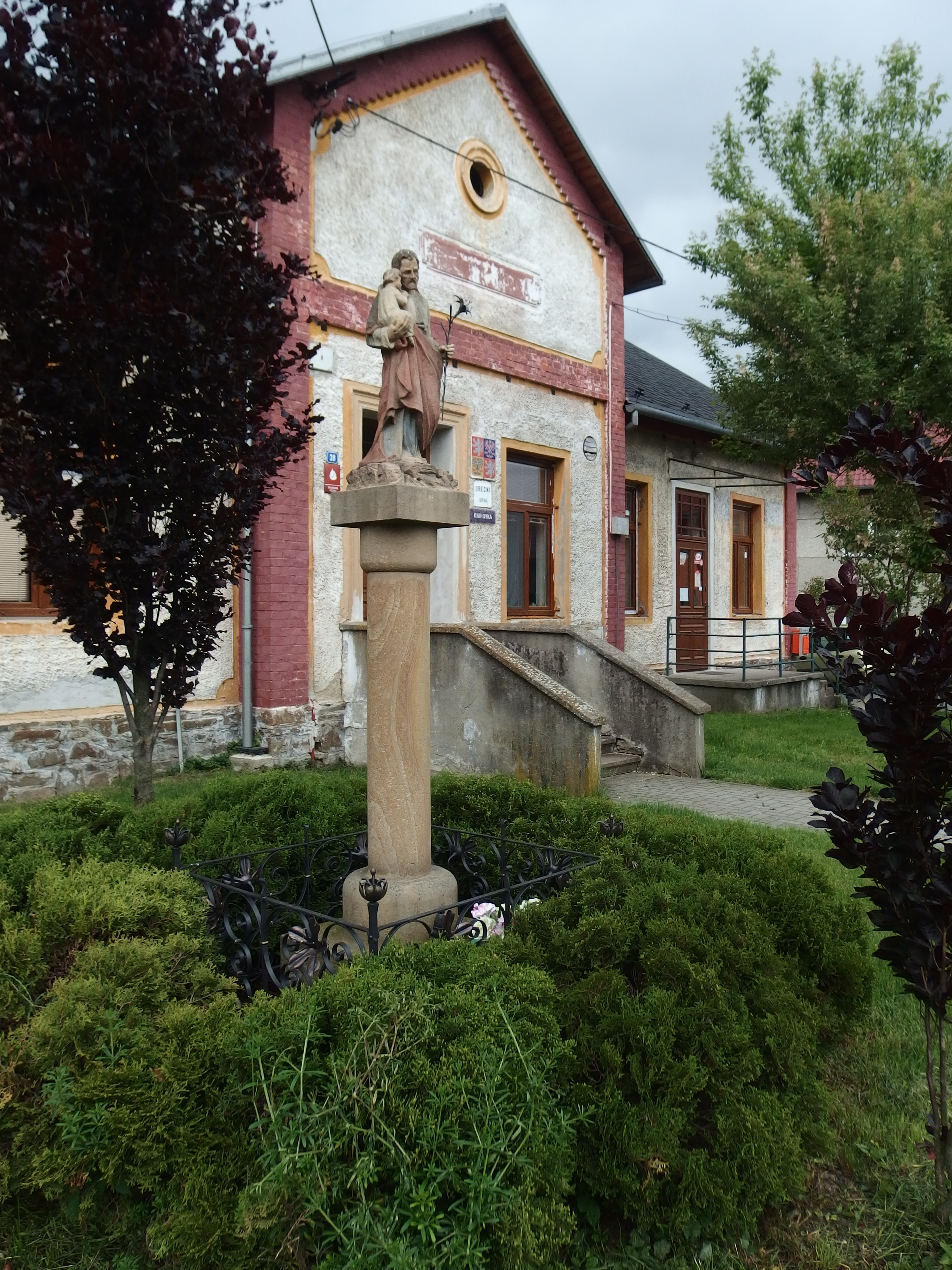
Socha sv. Josefa
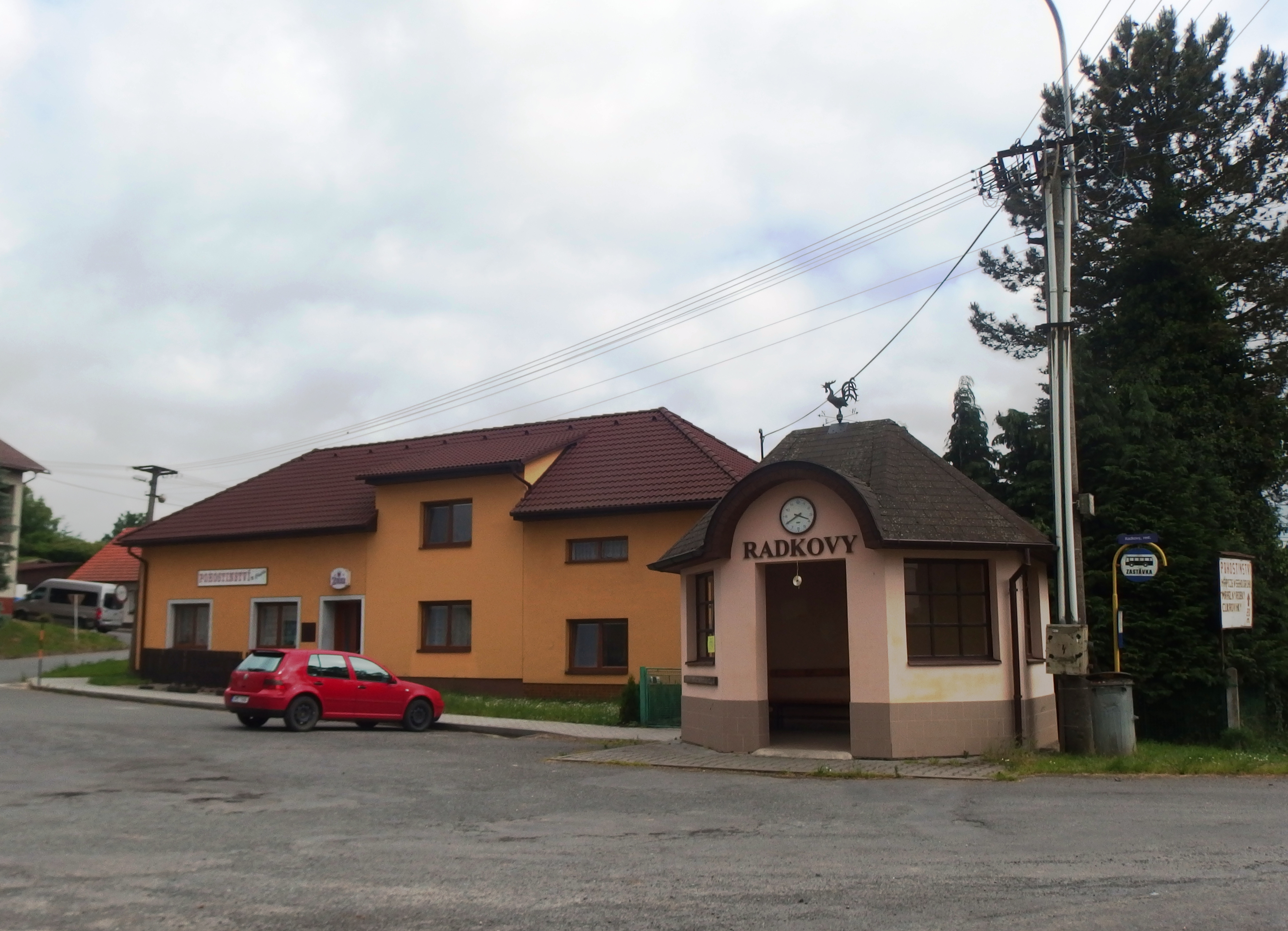
Hospoda a autobusová zastávka
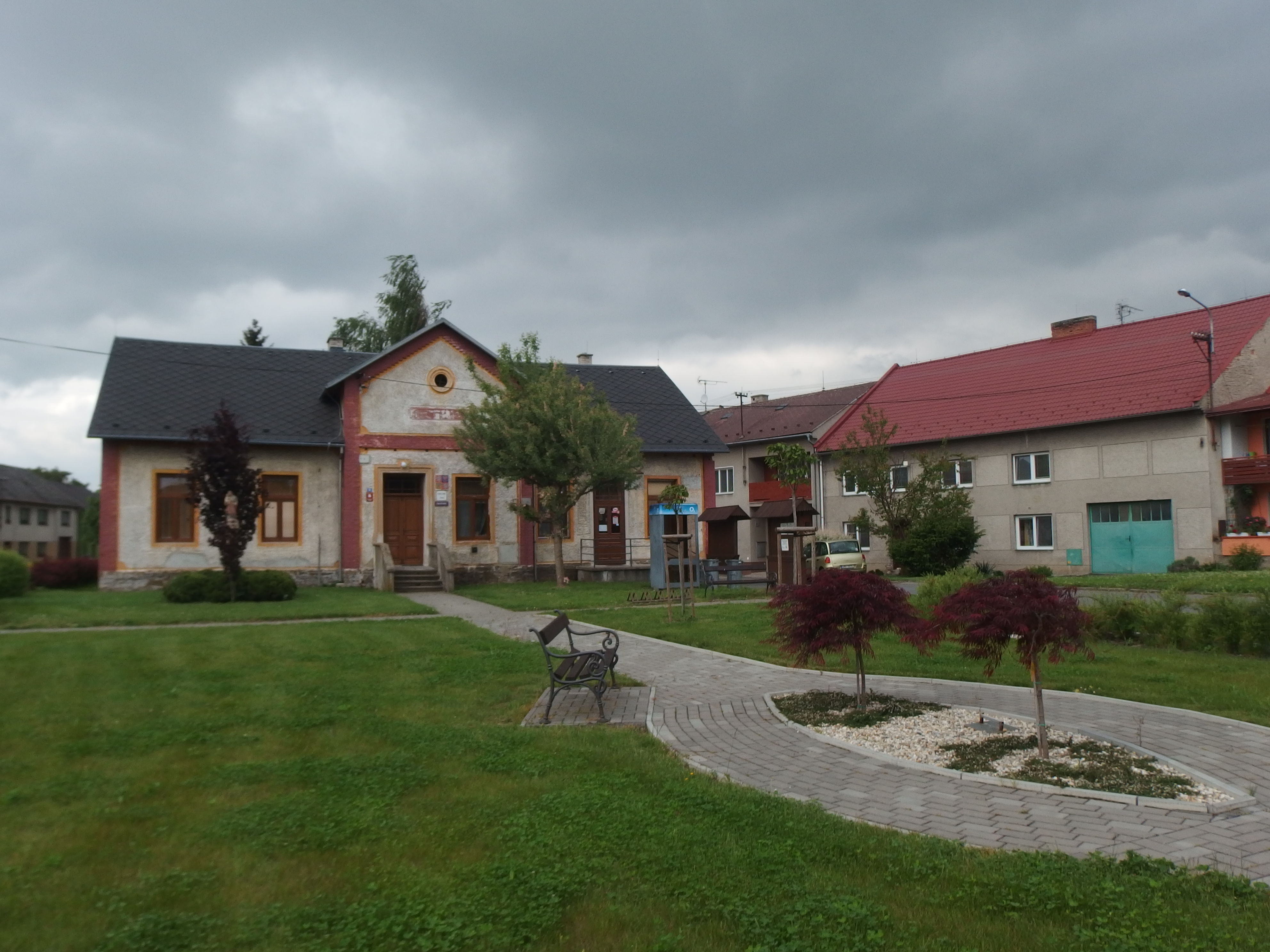
Obecní úřad